# هالي ماكورميك
هالي ماكورميك (بالإنجليزية: Haley McCormick)‏ هي ممثلة أمريكية، ولدت في 7 أكتوبر 1985 في الولايات المتحدة.

## وصلات خارجية
- هالي ماكورميك على موقع IMDb (الإنجليزية)
- هالي ماكورميك على موقع قاعدة بيانات الفيلم (الإنجليزية)